# Barnsbury
Barnsbury là một khu vực thuộc Bắc Luân Đôn trong khu Islington của Luân Đôn, Anh.
Đến cuối thế kỷ 18, như các khu vực khác của Islington, Barnsbury được đánh giá là một khu ngoại ô một phần là nông thôn có tính thu hút mà những người dân tương đối giàu có muốn di chuyển ra khỏi Thành phố Luân Đôn và vùng công nghiệp Clerkenwell chật hẹp. Khu vực này gần thành phố, có nền thương mại địa phương phát triển mạnh.